# Cratere Peri
Peri è un cratere sulla superficie di Umbriel.